# وامگو (کانزاس)
وامگو (به انگلیسی: Wamego) شهری در ایالت کانزاس کشور ایالات متحده آمریکا است که جمعیت آن در سرشماری سال ۲۰۱۰ میلادی، ۴٬۳۷۲ نفر بوده‌است.